# Spiranthes
Spiranthes és un gènere d'orquídies terrestres de la subclasse Liliidae de la família de les Orchidaceae. Es caracteritzen per tenir la inflorescència en espiral. Spiranthes deriva del grec "spir"= enrotllar-se i de "anthes"= flors. Orquídies de flors blanques petites gairebé tubulars. L'àrea de distribució d'aquestes orquídies principalment a l'Amèrica del Nord. En la zona eurasiàtica es coneixen solament tres espècies.

## Taxonomia
- Spiranthes acaulis
- Spiranthes aestivalis (Poiret) L. C. M. Richard
- Spiranthes amoena
- Spiranthes brevilabris
- Spiranthes casei Catling & Cruise. * Spiranthes cernua
- Spiranthes cinnabarina (Llave & Lex.) Hemsl.
- Spiranthes delitescens
- Spiranthes diluvialis
- Spiranthes eatonii
- Spiranthes laciniata
- Spiranthes lancea
- Spiranthes lucida (H.H.Eaton)
- Spiranthes magnicamporum
- Spiranthes odorata .
- Spiranthes ovalis Lindl.
- Spiranthes parksii
- Spiranthes porrifolia
- Spiranthes praecox
- Spiranthes romanzoffiana
- Spiranthes sinensis (Pers.)
- Spiranthes speciosa
- Spiranthes spiralis (L.) Chevall.
- Spiranthes tuberosa
- Spiranthes vernalis
- Spiranthes weberbaueri